# Abū Naṣr ‘Abd Allāh ibn ‘Alī al-Sarrāj
Abū Naṣr ‘Abd Allāh ibn ‘Alī al-Sarrāj est un maître soufi né à Tus dans le Khorassan dans la première moitié du Xe siècle et mort en 988. 
On sait peu de choses le concernant sinon qu’il eut pour surnom le « paon des pauvres » (tāwūs al-fuqarā’) et qu'il a beaucoup voyagé,comme l'attestent les mentions des rencontres qu’il fit en Iran, Irak, Syrie ou Égypte. Selon ‘Attār, alors qu'il était en transe, il aurait plongé son visage dans un brasero allumé sans subir ni blessure ni douleur. Il mourut en 988. 
On ne connaît de ses disciples que Abū l-Fadl al-Sarakhsī, qui allait devenir le maître d’Abū Sa‘īd ibn Abī l-Khayr. Al-Sarraj est connu aujourd’hui essentiellement pour son Kitāb al-luma‘ fi'l-Tasawwuf (« Le Livre des lumières du soufisme»), l’unique traité qui nous soit parvenu de lui, d’une valeur aussi bien spirituelle que documentaire sur le soufisme des premiers siècles de l’islam. Il y montre, en se référant au Coran et aux hadiths, la licéité du concert spirituel (samā‘), la validité prophétique des miracles ou encore l’orthodoxie des « formules paradoxales » (shatahāt). Il fut une référence pour des grands maîtres tels que Qushayrī ou Al-Ghazâlî.